# Acqui Unione Sportiva 1941-1942
Questa voce raccoglie le informazioni riguardanti l'Acqui Unione Sportiva nelle competizioni ufficiali della stagione 1941-1942.

## Rosa
| N. |                   | Ruolo | Calciatore          |
| -- | ----------------- | ----- | ------------------- |
|    | Italia (bandiera) | C     | E. Albertelli       |
|    | Italia (bandiera) | C     | S. Angeleri         |
|    | Italia (bandiera) | C     | Ferruccio Benedetto |
|    | Italia (bandiera) | P     | Esterino Bersano    |
|    | Italia (bandiera) | A     | Felice Berta        |
|    | Italia (bandiera) | A     | Giovanni Berta      |
|    | Italia (bandiera) | C     | Domenico Bottero    |
|    | Italia (bandiera) | C     | Anselmo Buggi       |
|    | Italia (bandiera) | C     | G. Cavanna          |
|    | Italia (bandiera) | A     | D. Cribario         |
|    | Italia (bandiera) | C     | P. Cribario         |
|    | Italia (bandiera) | A     | Domenico Cornetto   |
|    | Italia (bandiera) | A     | Domenico Cremonesi  |
|    | Italia (bandiera) | D     | Lorenzo Cutela      |
|    | Italia (bandiera) | A     | Florindo Ferraro    |
|    | Italia (bandiera) | D     | Carlo Gallino       |

| N. |                   | Ruolo | Calciatore       |
| -- | ----------------- | ----- | ---------------- |
|    | Italia (bandiera) | C     | G. Gottardo      |
|    | Italia (bandiera) | C     | Gino Guittini    |
|    | Italia (bandiera) | A     | Pietro Laguzzi   |
|    | Italia (bandiera) | D     | Luigi Lottero    |
|    | Italia (bandiera) | C     | Domenico Mollero |
|    | Italia (bandiera) | C     | M. Montini       |
|    | Italia (bandiera) | D     | C. Muratori      |
|    | Italia (bandiera) | P     | Ubaldo Narducci  |
|    | Italia (bandiera) | D     | B. Nodari        |
|    | Italia (bandiera) | A     | Emilio Salamano  |
|    | Italia (bandiera) | A     | S. Salamano      |
|    | Italia (bandiera) | C     | G. Sutto         |
|    | Italia (bandiera) | D     | Giuseppe Turino  |
|    | Italia (bandiera) | D     | E. Vespi         |
|    | Italia (bandiera) | D     | Alfredo Vitali   |